# Assembleia Nacional Constituinte de 1987
A Assembleia Nacional Constituinte de 1987, também referida como Assembleia Nacional Constituinte de 1987-1988, foi instalada no Congresso Nacional, em Brasília, a 1º de fevereiro de 1987, resultante da Emenda Constitucional nº 26, de 1985, com a finalidade de elaborar uma Constituição democrática para o Brasil, após 21 anos sob ditadura militar. Sua convocação foi resultado do compromisso firmado durante a campanha presidencial de Tancredo Neves (1910-1985), primeiro presidente civil eleito, pelo voto indireto, após a ditadura. O presidente, entretanto, morreu antes de assumir o cargo. Ficou nas mãos de José Sarney assumir o Palácio do Planalto e instalar a Assembleia. Os trabalhos da Constituinte foram encerrados em 22 de setembro de 1988, após a votação e aprovação do texto final da nova Constituição brasileira.

## Histórico

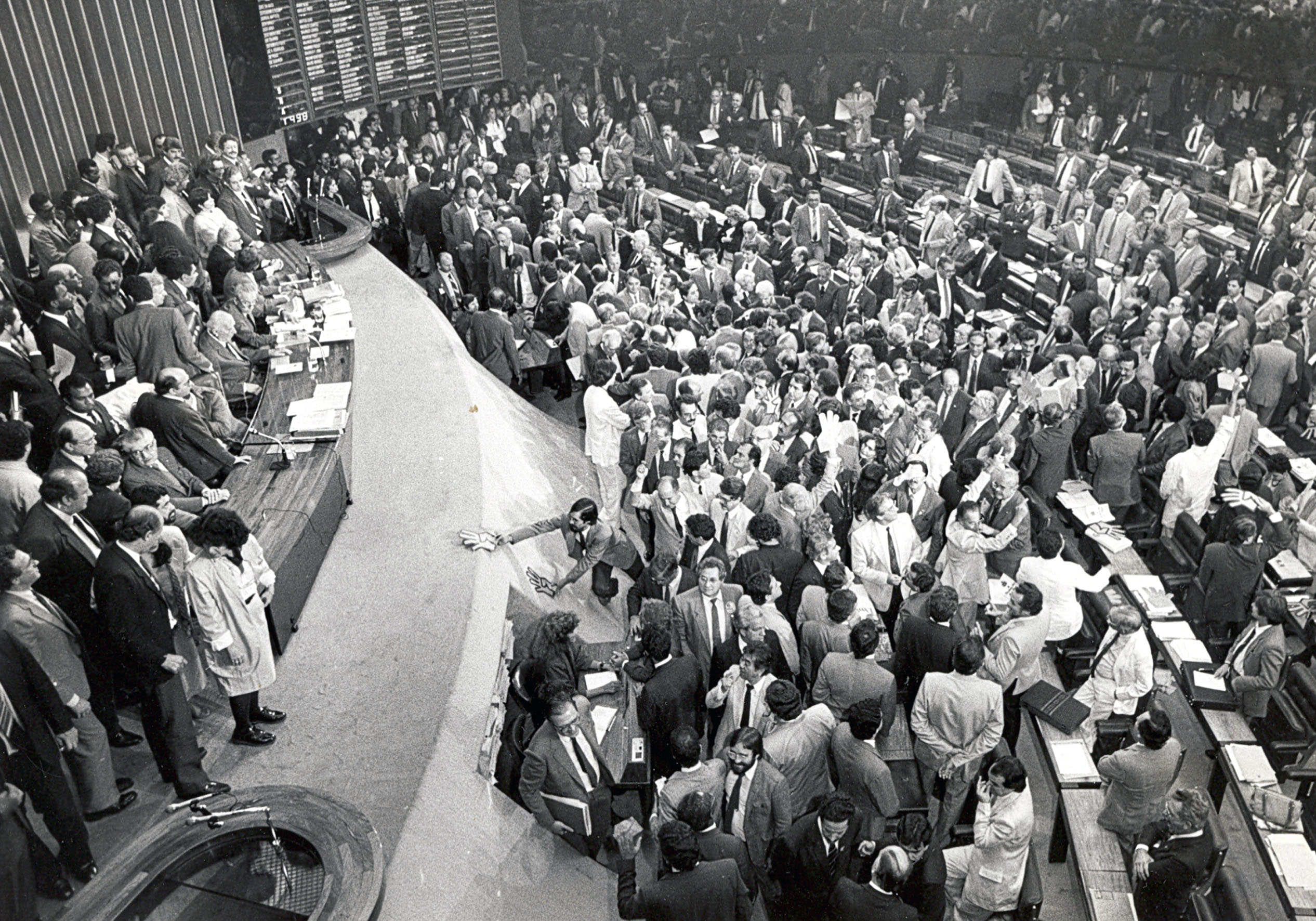
Sessão final de trabalho da Assembleia Constituinte, em 22 de setembro de 1988, após o encerramento da votação, com aprovação do texto final da nova Constituição do país.

Em 1986 ocorreram eleições gerais para a escolha dos parlamentares que integrariam a Assembleia; a maioria deles foi eleita dessa maneira. Em 1987 ocorreu a tomada de posse de deputados e senadores. Dentre todos os eleitos, apenas 26 eram mulheres, e todas elas ocupavam o cargo de deputadas. Além de elaborar uma nova Constituição, os parlamentares também tinham que exercer outras atividades. A Constituinte não era exclusiva; não foi instalada de maneira provisória e urgente apenas para a redação da nova Constituição. Ela deveria se manter, e, por esse motivo, após a votação do projeto, deputados e senadores continuaram no Congresso e concluíram seus mandatos.
No que tange as fontes arquivadas sobre as tarefas exercidas pela Assembleia, números exorbitantes foram atingidos e tipos variados de registros. Entre eles, 212 mil fichas eletrônicas relativas a emendas, projetos e destaques; disponíveis em mais de dez bases de dados possíveis para acesso por mais de 150 instituições brasileiras públicas e privadas; mais de 2 mil caixas que comportam documentos originais com assinatura da Assembleia; 308 exemplares do Diário da da Assembleia Nacional Constituinte, agrupados em uma coleção de 16 volumes, e em outra, expandida, de 39 volumes; 215 fitas de videocassete; 1 270 fotos e 2 865 fitas de som relacionadas a gravações de sessões da Assembleia; e, por fim, uma extensa coleção de documentos catalogados por bibliotecas.

## Membros
Em novembro de 1986, foram realizadas eleições gerais. Embora alguns setores defendessem a formação de uma Constituinte exclusiva — ou seja, uma Assembleia formada por representantes eleitos com a finalidade exclusiva de elaborar a nova Constituição — prevaleceu a tese do Congresso Constituinte, isto é, os deputados federais e senadores eleitos em novembro de 1986 acumulariam as funções de congressistas e de constituintes. Assim, os eleitos tiveram, extraordinariamente, a função de elaborar a nova Constituição e, uma vez concluída, cumpriram o restante dos respectivos mandatos, no exercício da atividade  parlamentar ordinária.
A maioria dos membros da assembleia era formada pelo Centro Democrático (PMDB, PFL, PTB, PDS e partidos menores), também conhecido como "Centrão". Eles eram apoiados pelo Poder Executivo e representavam segmentos diversos da sociedade brasileira, os quais tiveram uma influência decisiva nos trabalhos da Constituinte e em decisões importantes, tais como a redução do mandato do Presidente Sarney (de seis anos para cinco anos - não tendo sido acolhida a proposta de redução para quatro anos), a questão agrária e o papel das Forças Armadas.
A Assembleia Constituinte, composta por 559 congressistas, dos quais apenas 26 eram mulheres, tomou posse em fevereiro de 1987. Ulysses Guimarães, do PMDB de São Paulo, atuou como presidente da Assembleia.

### Constituintes
| Mesa diretora | Ulysses Guimarães (Presidente)                 | Mauro Benevides (1.º Vice-Presidente)   | Jorge Arbage (2.º Vice-Presidente)           | Jorge Arbage (2.º Vice-Presidente)        |
| Mesa diretora | Marcelo Cordeiro (1.º Secretário)              | Mário Maia (2.º Secretário)             | Arnaldo Faria de Sá (3.º Secretário)         | Arnaldo Faria de Sá (3.º Secretário)      |
| Mesa diretora | Benedita da Silva (1.º Suplente de Secretário) | Luiz Soyer (2.º Suplente de Secretário) | Sotero Cunha (3.º Suplente de Secretário)    | Sotero Cunha (3.º Suplente de Secretário) |
| Mesa diretora | Bernardo Cabral (Relator Geral)                | Adolfo Oliveira (Relator Adjunto)       | Antônio Carlos Konder Reis (Relator Adjunto) | José Fogaça (Relator Adjunto)             |

- Abigail Feitosa
- Acival Gomes
- Adauto Pereira
- Ademir Andrade
- Adhemar de Barros Filho
- Adroaldo Streck
- Adylson Motta
- Aécio de Borba
- Aécio Neves
- Affonso Camargo Neto
- Afif Domingos
- Afonso Arinos
- Afonso Sancho
- Agassiz Almeida
- Agripino de Oliveira Lima
- Airton Cordeiro
- Airton Sandoval
- Alarico Abib
- Albano Franco
- Albérico Cordeiro
- Albérico Filho
- Alceni Guerra
- Alcides Saldanha
- Aldo Arantes
- Alércio Dias
- Alexandre Costa
- Alexandre Puzyna
- Alfredo Campos
- Almir Gabriel
- Aloisio Vasconcelos
- Aloysio Chaves
- Aloysio Teixeira
- Aluizio Bezerra
- Aluízio Campos
- Álvaro Antônio
- Álvaro Pacheco
- Álvaro Valle
- Alysson Paulinelli
- Amaral Netto
- Amaury Müller
- Amilcar Moreira
- Ângelo Magalhães
- Anna Maria Rattes
- Annibal Barcellos
- Antero de Barros
- Antônio Câmara
- Antônio Carlos Franco
- Antonio Carlos Mendes Thame
- Antônio de Jesus
- Antonio Ferreira
- Antonio Gaspar
- Antonio Mariz
- Antonio Perosa
- Antônio Salim Curiati
- Antonio Ueno
- Arnaldo Martins
- Arnaldo Moraes
- Arnaldo Prieto
- Arnold Fioravante
- Arolde de Oliveira
- Artenir Werner
- Artur da Távola
- Asdrubal Bentes
- Assis Canuto
- Átila Lira
- Augusto Carvalho[9]
- Áureo Mello
- Basílio Villani
- Benedicto Monteiro
- Benito Gama
- Beth Azize
- Bezerra de Melo
- Bocayuva Cunha
- Bonifácio de Andrada
- Bosco França
- Brandão Monteiro
- Caio Pompeu
- Carlos Alberto
- Carlos Alberto Caó
- Carlos Benevides
- Carlos Cardinal
- Carlos Chiarelli
- Carlos Cotta
- Carlos De’Carli
- Carlos Mosconi
- Carlos Sant’Anna
- Carlos Vinagre
- Carlos Virgílio
- Carrel Benevides
- Cássio Cunha Lima
- Célio de Castro
- Celso Dourado
- César Cals Neto
- César Maia
- Chagas Duarte
- Chagas Neto
- Chagas Rodrigues
- Chico Humberto
- Christóvam Chiaradia
- Cid Carvalho
- Cid Sabóia de Carvalho
- Cláudio Ávila
- Cleonâncio Fonseca
- Costa Ferreira
- Cristina Tavares
- Cunha Bueno
- Dálton Canabrava
- Darcy Deitos
- Darcy Pozza
- Daso Coimbra
- Davi Alves Silva
- Del Bosco Amaral
- Delfim Netto
- Délio Braz
- Denisar Arneiro
- Dionisio Assis Dal-Prá
- Dionísio Hage
- Dirce Tutu Quadros
- Dirceu Carneiro
- Divaldo Suruagy
- Djenal Gonçalves
- Domingos Juvenil
- Domingos Leonelli
- Doreto Campanari
- Edésio Frias
- Edison Lobão
- Edivaldo Motta
- Edme Tavares
- Edmilson Valentim
- Eduardo Bonfim
- Eduardo Jorge
- Eduardo Moreira
- Egídio Ferreira Lima
- Elias Murad
- Eliel Rodrigues
- Eliézer Moreira
- Enoc Vieira
- Eraldo Tinoco
- Eraldo Trindade
- Erico Pegoraro
- Ervin Bonkoski
- Etevaldo Nogueira
- Euclides Scalco
- Eunice Michiles
- Evaldo Gonçalves
- Expedito Machado
- Ézio Ferreira
- Fábio Feldmann
- Fábio Raunheitti
- Farabulini Júnior
- Fausto Fernandes
- Fausto Rocha
- Felipe Mendes
- Feres Nader
- Fernando Bezerra Coelho
- Fernando Cunha Júnior
- Fernando Gasparian
- Fernando Gomes
- Fernando Henrique Cardoso
- Fernando Lyra
- Fernando Santana
- Fernando Velasco
- Firmo de Castro
- Flavio Palmier da Veiga
- Flávio Rocha
- Florestan Fernandes
- Floriceno Paixão
- França Teixeira
- Francisco Amaral
- Francisco Benjamim
- Francisco Carneiro
- Francisco Coelho
- Francisco Diógenes de Araújo
- Francisco Dornelles
- Francisco Küster
- Francisco Pinto
- Francisco Rollemberg
- Francisco Rossi
- Francisco Sales
- Furtado Leite
- Gabriel Guerreiro
- Gandi Jamil
- Gastone Righi
- Genebaldo Correia
- Genésio Bernardino
- Geovani Borges
- Geraldo Alckmin Filho
- Geraldo Bulhões
- Geraldo Campos
- Geraldo Fleming
- Geraldo Melo
- Gerson Camata
- Gerson Marcondes
- Gerson Peres
- Gidel Dantas
- Gil César
- Gilson Machado
- Gonzaga Patriota
- Guilherme Palmeira
- Gumercindo Milhomem
- Gustavo de Faria
- Harlan Gadelha
- Haroldo Lima
- Haroldo Sabóia
- Hélio Costa
- Hélio Duque
- Hélio Manhães
- Hélio Rosas
- Henrique Córdova
- Henrique Eduardo Alves
- Heráclito Fortes
- Hermes Zaneti
- Hilário Braun
- Homero Santos
- Humberto Lucena
- Humberto Souto
- Iberê Ferreira
- Ibsen Pinheiro
- Inocêncio Oliveira
- Irajá Rodrigues
- Iram Saraiva
- Irapuan Costa Júnior
- Irma Passoni
- Ismael Wanderley
- Israel Pinheiro
- Itamar Franco
- Ivo Cersósimo
- Ivo Lech
- Ivo Mainardi
- Ivo Vanderlinde
- Jacy Scanagatta
- Jairo Azi
- Jairo Carneiro
- Jalles Fontoura
- Jamil Haddad
- Jarbas Passarinho
- Jayme Paliarin
- Jayme Santana
- Jessé Pinto Freire Filho
- Jesualdo Cavalcanti
- Jesus Tajra
- Joaci Góes
- João Agripino
- João Alves
- João Calmon
- João Carlos Bacelar
- João Castelo
- João Cunha
- João da Mata
- João de Deus Antunes
- João Herrmann Neto
- João Lobo
- João Machado Rollemberg
- João Menezes
- João Natal
- João Paulo
- João Rezek
- Joaquim Bevilácqua
- Joaquim Francisco
- Joaquim Hayckel
- Joaquim Sucena
- Jofran Frejat
- Jonas Pinheiro
- Jonival Lucas
- Jorge Bornhausen
- Jorge Hage
- Jorge Leite
- Jorge Uequed
- Jorge Vianna
- José Agripino
- José Camargo
- José Carlos Coutinho
- José Carlos Grecco
- José Carlos Martinez
- José Carlos Sabóia
- José Carlos Vasconcelos
- José Costa
- José da Conceição
- José Dutra
- José Egreja
- José Elias
- José de Oliveira Fernandes
- José Freire
- José Genoíno
- José Geraldo
- José Guedes
- José Ignácio Ferreira
- José Jorge
- José Lins de Albuquerque
- José Lourenço
- José Luiz de Sá
- José Luiz Maia
- José Maranhão
- José Maria Eymael
- José Maurício
- José Melo
- José Mendonça Bezerra
- José Moura
- José Paulo Bisol
- José Queiroz
- José Richa
- José Santana de Vasconcellos
- José Serra
- José Tavares
- José Thomaz Nonô
- José Tinoco
- José Ulísses de Oliveira
- José Viana
- José Yunes
- José Zeferino Pedroso
- Jovanni Masini
- Juarez Antunes
- Júlio Campos
- Júlio Costamilan
- Jutahy Júnior
- Jutahy Magalhães
- Koyu Iha
- Lael Varella
- Lavoisier Maia
- Leite Chaves
- Lélio Souza
- Leopoldo Peres
- Leur Lomanto
- Levy Dias
- Lézio Sathler
- Lídice da Mata
- Louremberg Nunes Rocha
- Lourival Baptista
- Lúcia Braga
- Lúcia Vânia
- Lúcio Alcântara
- Luís Eduardo Magalhães
- Luís Roberto Ponte
- Luiz Alberto Rodrigues
- Luiz Freire
- Luiz Gushiken
- Luiz Henrique da Silveira
- Luiz Inácio Lula da Silva
- Luiz Leal
- Luiz Marques
- Luiz Salomão
- Luiz Viana
- Luiz Viana Neto
- Lysâneas Maciel
- Maguito Vilela
- Maluly Neto
- Manoel Castro
- Manoel Moreira
- Manoel Ribeiro
- Mansueto de Lavor
- Manuel Viana
- Márcia Kubitschek
- Márcio Braga
- Márcio Lacerda
- Marco Maciel
- Marcondes Gadelha
- Marcos Queiroz
- Maria de Lourdes Abadia
- Maria Lúcia Melo de Araújo
- Mário Assad
- Mário Covas
- Mário de Oliveira
- Mário Lima
- Marluce Pinto
- Matheus Iensen
- Mattos Leão
- Maurício Campos
- Maurício Correa
- Maurício Fruet
- Maurício Nasser
- Maurício Pádua
- Maurílio Ferreira Lima
- Mauro Borges Teixeira
- Mauro Campos
- Mauro Miranda
- Mauro Sampaio
- Max Rosenmann
- Meira Filho
- Melo Freire
- Mello Reis
- Mendes Botelho
- Mendes Canale
- Mendes Ribeiro
- Messias Góis
- Messias Soares
- Michel Temer
- Milton Barbosa
- Milton Lima
- Milton Reis
- Miraldo Gomes
- Miro Teixeira
- Moema São Thiago
- Moysés Pimentel
- Mozarildo Cavalcanti
- Mussa Demes
- Myrian Portella
- Nabor Júnior
- Naphtali Alves de Souza
- Narciso Mendes
- Nelson Aguiar
- Nelson Carneiro
- Nelson Jobim
- Nelson Sabrá
- Nelson Seixas
- Nelson Wedekin
- Nelton Friedrich
- Nestor Duarte
- Ney Maranhão
- Nilso Sguarezi
- Nilson Gibson
- Nion Albernaz
- Noel de Carvalho
- Nyder Barbosa
- Octávio Elísio
- Odacir Soares
- Olavo Pires
- Olívio Dutra
- Onofre Corrêa
- Orlando Bezerra
- Orlando Pacheco
- Oscar Corrêa
- Osmar Leitão
- Osmir Lima
- Osmundo Rebouças
- Osvaldo Bender
- Osvaldo Coelho
- Osvaldo Macedo
- Osvaldo Sobrinho
- Oswaldo Almeida
- Oswaldo Trevisan
- Ottomar Pinto
- Paes de Andrade
- Paes Landim
- Paulo Delgado
- Paulo Macarini
- Paulo Marques
- Paulo Mincarone
- Paulo Paim
- Paulo Pimentel
- Paulo Ramos
- Paulo Roberto de Souza Matos
- Paulo Roberto Cunha
- Paulo Silva
- Paulo Zarzur
- Pedro Canedo
- Pedro Ceolin
- Percival Muniz
- Pimenta da Veiga
- Plínio Arruda Sampaio
- Plínio Martins
- Pompeu de Sousa
- Rachid Saldanha Derzi
- Raimundo Bezerra
- Raimundo Lira
- Raimundo Rezende
- Raquel Cândido e Silva
- Raquel Capiberibe
- Raul Belém
- Raul Ferraz
- Renan Calheiros
- Renato Bernardi
- Renato Johnsson
- Renato Vianna
- Ricardo Fiuza
- Ricardo Izar
- Rita Camata
- Rita Furtado
- Roberto Augusto
- Roberto Balestra
- Roberto Brant
- Roberto Campos
- Roberto d'Ávila
- Roberto Freire
- Roberto Jefferson
- Roberto Rollemberg
- Roberto Torres
- Roberto Vital
- Robson Marinho
- Rodrigues Palma
- José Ronaldo Aragão
- Ronaldo Carvalho
- Ronaldo Cezar Coelho
- Ronan Tito
- Ronaro Corrêa
- Rosa Prata
- Rose de Freitas
- Rospide Netto
- Rubem Soares Branquinho
- Rubem Medina
- Ruben Figueiró
- Ruberval Pilotto
- Joaquim Rui Paulilo Bacelar
- Ruy Nedel
- Sadie Hauache
- Salatiel Carvalho
- Samir Achôa
- Sandra Cavalcanti
- Santinho Furtado
- Sarney Filho
- Saulo Queiroz
- Sérgio Brito
- Sérgio Spada
- Sérgio Werneck
- Severo Gomes
- Sigmaringa Seixas
- Sílvio Abreu
- Simão Sessim
- Siqueira Campos
- Sólon Borges dos Reis
- Stélio Dias
- Tadeu França
- Telmo Kirst
- Teotonio Vilela Filho
- Theodoro Mendes
- Tito Costa
- Ubiratan Aguiar
- Ubiratan Spinelli
- Uldurico Pinto
- Valmir Campelo
- Valter Pereira
- Vasco Alves
- Vicente Bogo
- Victor Faccioni
- Victor Fontana
- Vítor Dias Trovão
- Raimundo Lisboa Vieira da Silva
- Vilson Souza
- Vingt Rosado
- Vinicius Cansanção
- Virgildásio de Senna
- Virgílio Galassi
- Virgílio Guimarães
- Vitor Buaiz
- Vivaldo Barbosa
- Vladimir Palmeira
- Wagner Lago
- Waldec Ornélas
- Waldyr Pugliesi
- Walmor de Luca
- Wilma de Faria
- Wilson de Queirós Campos
- Wilson Martins
- Ziza Valadares

### Participantes
- Álvaro Dias
- Antônio Britto
- Bete Mendes
- Luiz Carlos Borges da Silveira
- Cardoso Alves
- Edivaldo Holanda
- Elvio Justino Pedrozo
- Expedito Júnior
- Fadah Scaff Gattass
- Francisco Dias Alves
- Geovah Amarante
- Hélio Gueiros
- Horácio Ferraz
- Hugo Napoleão
- Iturival Nascimento
- Ivan Orestes Bonato
- Jorge Medauar
- José Mendonça de Morais
- Leopoldo Bessone
- Marcelo Miranda
- Mauro Fecury
- Neuto de Conto
- Nivaldo Machado
- Oswaldo Lima Filho
- Paulo Almada
- Prisco Viana
- Ralph Biasi
- Rosário Congro Neto
- Sérgio Naya
- Tidei de Lima

### In memoriam
- Alair Ferreira
- Antônio Farias
- Fábio Lucena
- Norberto Schwantes
- Virgílio Távora

## Constituição de 1988
É a constituição resultante da Assembleia Nacional Constituinte de 1987-1988. A Constituição de 88 se caracteriza essencialmente pela ampliação dos direitos e garantias individuais, e tem como ponto focal evitar retrocessos institucionais. Isso porque foi criada em um momento crucial para a democracia brasileira: o período pós regime-militar, período de 21 anos em que houve uma forte restrição de direitos civis e políticos no país. Sendo a sétima constituição adotada no Brasil, e a sexta, considerando somente o período republicano, foi elaborada e debatida durante 20 meses por 559 parlamentares (72 senadores e 487 deputados federais) que integraram a Assembleia Nacional Constituinte. Em meio a políticos, integraram a Constituinte representantes da sociedade civil, com organizações de classe, entidades sociais e religiosas, e lideranças indígenas.

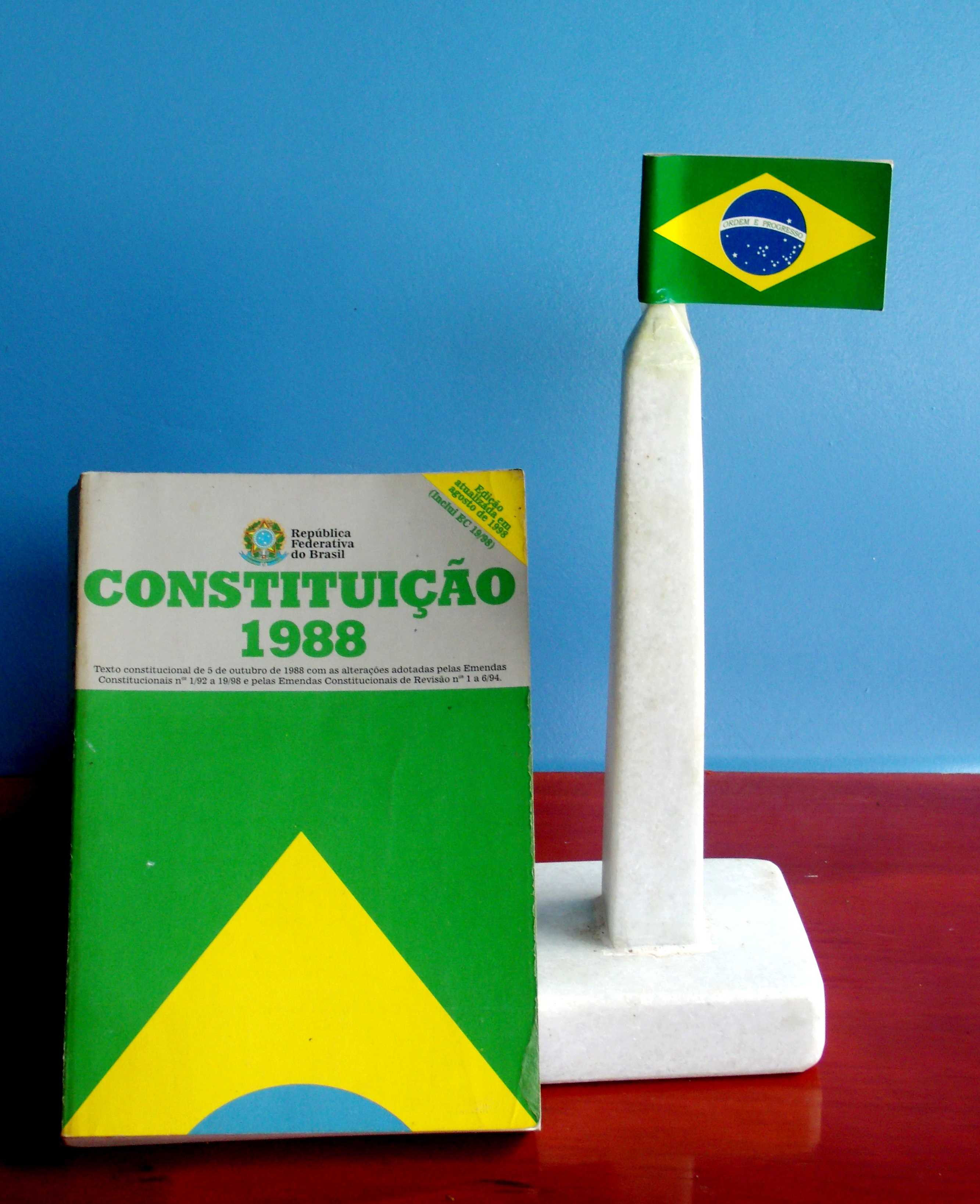
Constituição do Brasil de 1988 elaborada pela Assembleia Nacional Constituinte de 1987.

Uma constituição consiste em um conjunto de normas responsável por reger um país. Nela, são estabelecidos direitos e deveres dos cidadãos, o disciplinamento jurídico e a organização do poder público. Supera quaisquer outras leis em vigor, impondo limites para agentes públicos de alto escalão, até mesmo ao Presidente da República. Além disso, ela define atribuições dos entes da federação (municípios, estados e União) e dos três Poderes (Executivo, Legislativo e Judiciário).
Os artigos incorporados à Constituição estabeleceram alguns princípios que caminhavam em rumo a um Estado de bem-estar social - tipo de organização em que o Estado participa ativamente na economia e nas ações sociais de um país. O principal objetivo dos artigos era combater a desigualdade social do país, instalada no Brasil desde há muitos anos. Os primeiros artigos, não por acaso, são aqueles que cuidam dos "direitos sociais", tocando em questões como: saúde, alimentação, educação, moradia, trabalho, transporte, lazer, segurança, previdência social, proteção à infância e melhores condições á maternidade, e assistência a moradores de rua e desamparados em geral. Para que esses princípios fossem colocados em prática, algumas políticas públicas nacionais foram reformadas ou criadas, ficando a cargo de cada ente federativo (União, estado e municípios) assumir responsabilidades em determinadas áreas, Entre as políticas, as principais foram o SUS (Sistema Único de Saúde), que oferece amparo gratuito a toda a população; a Previdência Social; educação pública. No campo trabalhista: a unificação do salário mínimo em todo o território brasileiro; a definição máxima para a jornada de trabalho de 8 horas/dia e 44 horas semanais — em contraposição às antigas 48 horais semanais —; 13º salário e aviso prévio para demissões. A CLT (Consolidação das Leis do Trabalho) de 1943 foi, portanto, ampliada, ganhando novas pautas e melhorando outras.
Em vigor desde 1988, composta por 250 artigos, é a segunda maior constituição do mundo; o primeiro lugar é ocupado pela lei máxima da Índia. O que pode-se depreender disso é a vastidão da diversidade brasileira e de temas colocados em debate, além do longo processo para sua elaboração, em que diversos setores sociais e econômicos tiveram participação ativa.
Desde então até 2023, 129 emendas à Constituição já foram aprovadas.  Não é permitido propor emendas que venham a suprimir as Cláusulas Pétreas da Constituição.